# Vector biologic

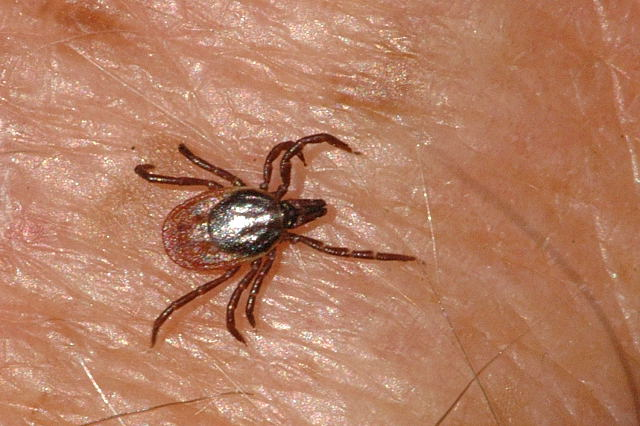
Căpușa comună (Ixodes ricinus), vectorul agenților patogeni ai encefalitei de căpușă, bolii Lyme, tularemiei, febrei recurente, febrei Q, febrei butonoasă.

În epidemiologie un vector biologic este un animal (mai ales un artropod) care transmite un agent patogen (virus, bacterie, parazit) de la o gazdă a agentului patogen respectiv la o altă gazdă (sau organism) receptiv, infectând-o. Vectorul aparține unei încrengături diferite de cea căreia îi aparține gazda infectată. Un vector poate fi el însuși infectat (vector biologic activ) sau poate doar transmite un agent infecțios (vector biologic mecanic sau pasiv).

## Vectori biologici activi
Vectorii biologici activi (mai ales unele artropode) sunt acele organisme care asigură, în mod obligatoriu, dezvoltarea și multiplicarea, cel puțin pentru un stadiu biologic, ceea ce le conferă rolul de sursă a unui agent patogen și realizează, în același timp, și transmiterea agentului patogen respectiv la organismele receptive. Astfel vectorii biologici activi servesc ca surse și cale de vehiculare și inoculare a unor agenți patogeni în organismele receptive. 

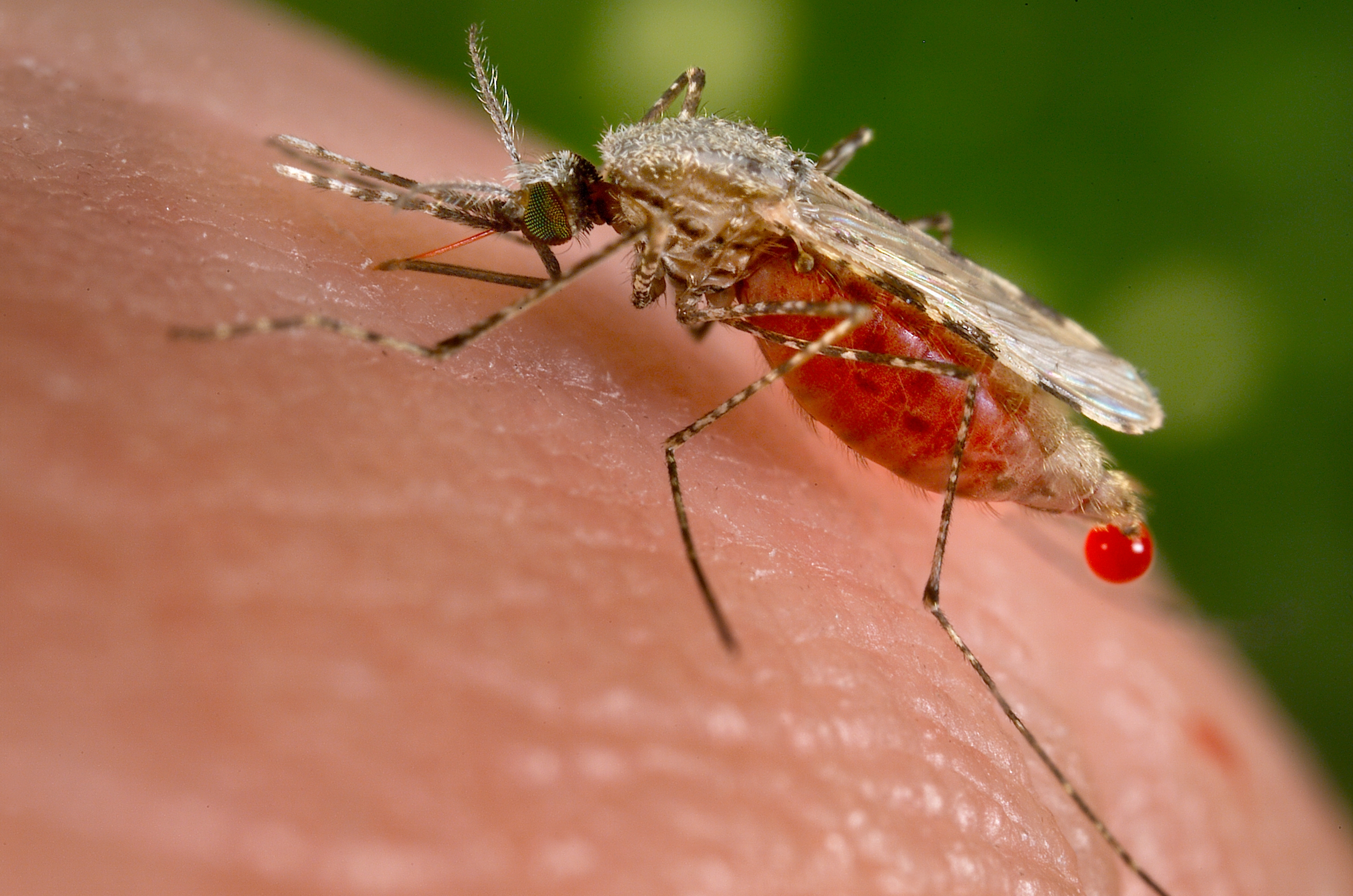
Ţânţarul, vectorul agenților patogeni ai malariei, encefalitei, febrei galbene, denga, filariozei

Unele artropode sunt gazde obligatorii a unor agenți patogeni și transmit, în același timp, agentul respectiv la organismele receptive. Printre ele un loc principal îl ocupă: 
- țânțarii, care transmit malaria, encefalita, febra galbenă, denga, filarioza etc.;
- păduchele de corp al omului, care transmite tifosul exantematic, febra recurentă europeană,  febra de Wolhynia etc.;
- căpușele, care transmit encefalita de căpușă, boala Lyme, tularemia, febra recurentă africană și asiatică, febra Q, febra butonoasă etc.;
- puricii șoarecilor și șobolanilor, care transmit pesta, tularemia, tifosul murin, unele parazitoze etc.;
- flebotomii care transmit leishmanioza, bartonelloza, febra papataci etc.

## Vectorii biologici mecanici
Vectorii biologici mecanici sau vectorii biologici pasivi sunt animale  (în special muștele) care, după ce se contaminează cu agentul patogen, asigură doar transmiterea pe distanțe și perioade de timp variabile a agentului patogen respectiv. Numeroase specii de agenți patogeni pot astfel ajunge la organisme receptive prin acești vectori mecanici, și realizează frecvent și contaminarea altor căi de transmitere: sol, obiecte, alimente etc. 
Ca vectori biologici mecanici servesc unele artropode: muștele, gândacii de bucătărie, furnicile de casă, puricii omului, ploșnițele etc.
Musca de casă (Musca domestica) joacă un rol principal ca vector mecanic, având capacitatea de a se contamina intens; ea este foarte mobilă și vorace, se înmulțește intens și poate reține pe suprafața corpului, care este mult mărit prin existența perișorilor, și în cavitatea generală a organismului numeroși agenții etiologici, ca cei ai febrei tifoide, holerei, dizenteriei, tuberculozei, difteriei, pestei, antraxului, brucelozei, infecțiilor enterovirale (hepatita tip A, poliomielita, enterovirozele nepoliomielitice), ai unor parazitoze și micoze etc.

## Combaterea  vectorilor biologici
Combaterea  vectorilor presupune identificarea precisă a speciilor implicate, precum și o bună cunoaștere a modului de viață și a ecologiei lor (clima, altitudine, timp în care se hrănesc).
În combaterea  vectorilor se folosesc metode: 
- chimice (insecticide)
- mecanice (capcane)
- ecologice (amenajare mediului înconjurător, utilizarea prădătorilor)
- de protecție personală (plase de țânțari, repelente).

În mod ideal, combaterea  vectorilor ar trebui să integreze diferite metode menționate cu minimizarea utilizării insecticidelor. Cu toate acestea, insecticidele rămân singurul mijloc de prevenire în masă utilizabil împotriva celor mai multe endemii tropicale transmise de artropode (malaria, arbovirozele, leishmanioza, filarioza). Utilizarea materialelor impregnate cu piretrinoide (plaselor contra țânțarilor, perdelelor etc.) permite reducerea semnificativă a cantității de substanțe utilizate și a răspândirii lor în mediul înconjurător.